# Nordisk Frøkontor
Nordisk Frøkontor A/S var en dansk virksomhed i Havnegade 39, København. Den blev grundlagt i året 1879 af Ludvig Søren Lyngbye. I 1891 optoges Boldt Andreas Jørgensen som medindehaver af firmaet. Grundlæggeren, L.S. Lyngbye, udtrådte af firmaet i 1892, i 1917 omdannedes det til aktieselskabet Nordisk Frøkontor, og B.A. Jørgensen udtrådte.
Bestyrelsen formand i året 1950: Overretssagfører Hans Madsen (1887-1950).
Selskabets direktør i året 1950: I. Leser Pedersen (1908-).
Selskabets bygning findes endnu.